# 李忠信
李忠信（1916年—1997年），男，安徽萧县人，中华人民共和国军事人物，中国人民解放军少将，曾任成都军区副参谋长，四川省军区顾问。